# سنت-ملانی، کبک
سنت-ملانی (به فرانسوی: Sainte-Mélanie) شهری در منطقه شهری ژولیت ناحیه لانودییر در استان کبک کانادا است. در سرشماری سال ۲۰۱۱ این شهر ۲٬۷۰۳ نفر جمعیت داشته‌است و مساحت آن ۷۷٫۰۵ کیلومتر مربع است.